# Menesida bicoloripes
Menesida bicoloripes là một loài bọ cánh cứng trong họ Cerambycidae.